# Hollen (Hollnseth)
Hollen ist ein Ortsteil der Gemeinde Hollnseth in der Samtgemeinde Börde Lamstedt im niedersächsischen Landkreis Cuxhaven.

## Geographie

### Lage
Hollen liegt im Elbe-Weser-Dreieck im Osten des Landkreises Cuxhaven nahe der Mehe auf der Geest westlich der Oste. Im Süden erstreckt sich die Kreisgrenze zum Landkreis Rotenburg (Wümme). Das Nindorfer Moor befindet sich im Nordosten.

### Nachbarorte
|                   | Nindorf (Gemeinde Lamstedt)                 | |
| Gemeinde Armstorf | Kompassrose, die auf Nachbargemeinden zeigt | Brobergen (Gemeinde Kranenburg – Samtgemeinde Oldendorf-Himmelpforten – Landkreis Stade) Ostendorf (Stadt Bremervörde – Landkreis Rotenburg (Wümme)) |
| Langeln           | Abbenseth                                   | Iselersheim (Stadt Bremervörde – Landkreis Rotenburg (Wümme))                                                                                        |

## Geschichte
Hollen wurde 1004 erstmals urkundlich erwähnt.
Die Hollener Mühle liegt etwas abseits vom Ort am Mühlenbach, der in die Mehe mündet. Von 1801 bis 1940 war die Mühle in Betrieb. Heute fungiert sie als Museumsmühle. Nebenan befindet sich eine Gaststätte.
Im Ersten Weltkrieg sind fünfzehn Soldaten aus Hollen gefallen oder wurden vermisst und im Zweiten Weltkrieg zweiundvierzig.

### Eingemeindungen
Bei der Gebietsreform in Niedersachsen vom 1. Juli 1972 wurden die vormals selbständigen Gemeinden Abbenseth (samt Ortsteil Langeln) und Hollen zur neuen Gemeinde Hollnseth zusammengelegt.

### Einwohnerentwicklung
| Jahr      | 1824  | 1848  | 1910  | 1925  | 1933  | 1939  | 1950   | 1956   | 1961  | 1970  | 2003   | 2013   | 2019  |
| --------- | ----- | ----- | ----- | ----- | ----- | ----- | ------ | ------ | ----- | ----- | ------ | ------ | ----- |
| Einwohner | – ¹   | 295 ² | 370   | 407   | 376   | 370   | 587    | 446    | 424   | 402   | 626    | 511    | 498   |
| Quelle    | [ 6 ] | [ 7 ] | [ 8 ] | [ 9 ] | [ 9 ] | [ 9 ] | [ 10 ] | [ 10 ] | [ 1 ] | [ 1 ] | [ 11 ] | [ 12 ] | [ 2 ] |

¹ 34 Feuerstellen

² in 53 Häusern; davon im Ortsteil Hollenermühlen (= 15 Einw. in 2 Häusern)
|  |

## Religion

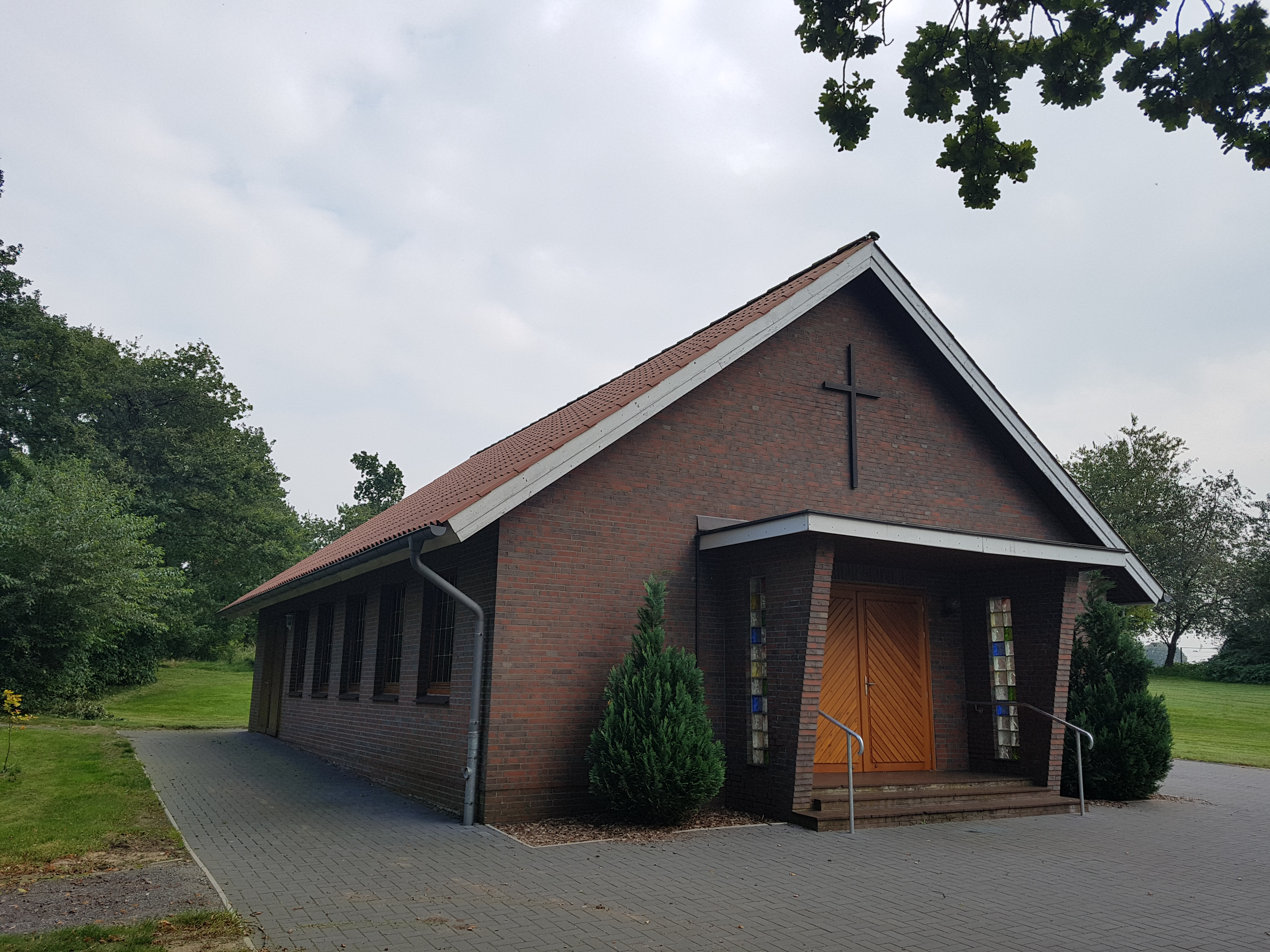
Friedhofskapelle Hollen

Hollen ist evangelisch-lutherisch geprägt und gehört zum Kirchspiel der Bartholomäuskirche in Lamstedt.
Für die (wenigen) Katholiken ist die St.-Ansgar-Kirche in Hemmoor-Warstade zuständig, die seit 2010 zur Kirchengemeinde Heilig Geist in Stade gehört.
Hollen hat einen eigenen Friedhof mit Kapelle an der Ortsstraße.

## Politik

### Gemeinderat und Bürgermeister
Auf kommunaler Ebene wird der Ortsteil Hollen vom Hollnsether Gemeinderat vertreten.

### Chronik der ehemaligen Bürgermeister
| Amtszeit  | Name             |
| --------- | ---------------- |
| 1933–1938 | Otto Gerkens     |
| 1938–     | Christian Peters |
| 1960–1972 | Georg Müller     |

### Wappen
Der Entwurf des Kommunalwappens von Hollen stammt von dem Heraldiker und Wappenmaler Albert de Badrihaye, der zahlreiche Wappen im Landkreis Cuxhaven erschaffen hat.
| Wappen von Hollen | Blasonierung: „In Blau ein goldener Berg, als Schildfuß belegt mit einem blauen Steingrab; überhöht von einem silbernen Wellenstreifen mit einem halbierten goldenen Mühlrad am oberen Wellenstreifenrand.“                         |
| Wappen von Hollen | Wappenbegründung: Der goldene Berg mit dem blauen Steingrab weist auf das in der Hollener Feldmark liegende Vorgeschichtsdenkmal „Saßberg“ hin. Mühlrad und Wellenstreifen erinnern an die alte Hollener Wassermühle am Mehe-Fluss. |

## Kultur und Sehenswürdigkeiten

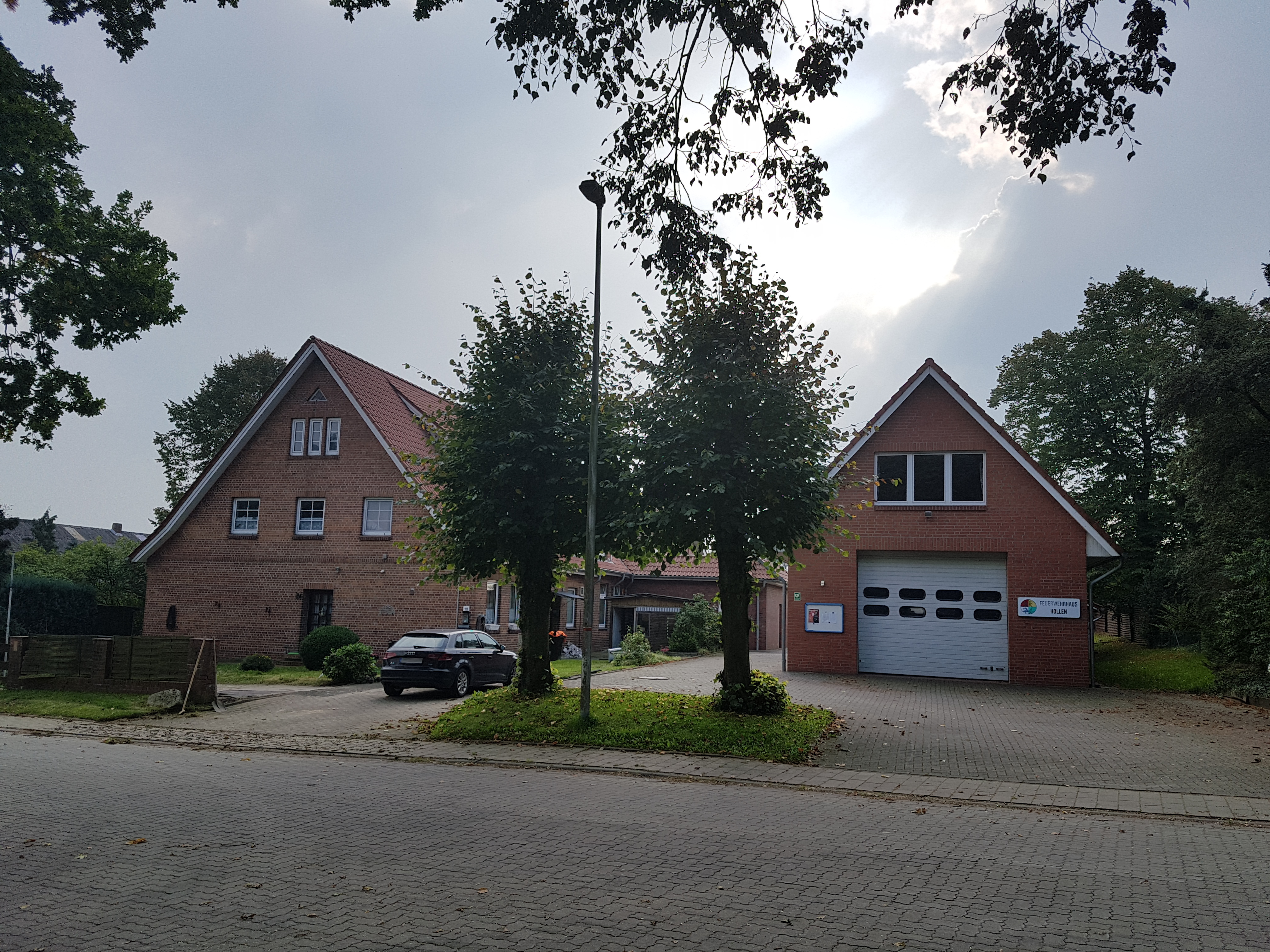
Links die ehem. Dorfschule, rechts das Spritzenhaus der Freiwilligen Feuerwehr

### Museen
- Heimatmuseum (gegr. 2004 anlässlich des 1000-jährigen Dorfjubiläums)
- Museum in der Hollener Mühle

### Bauwerke und Denkmäler
- Hollener Mühle
- Mehrere historische Hallenhäuser

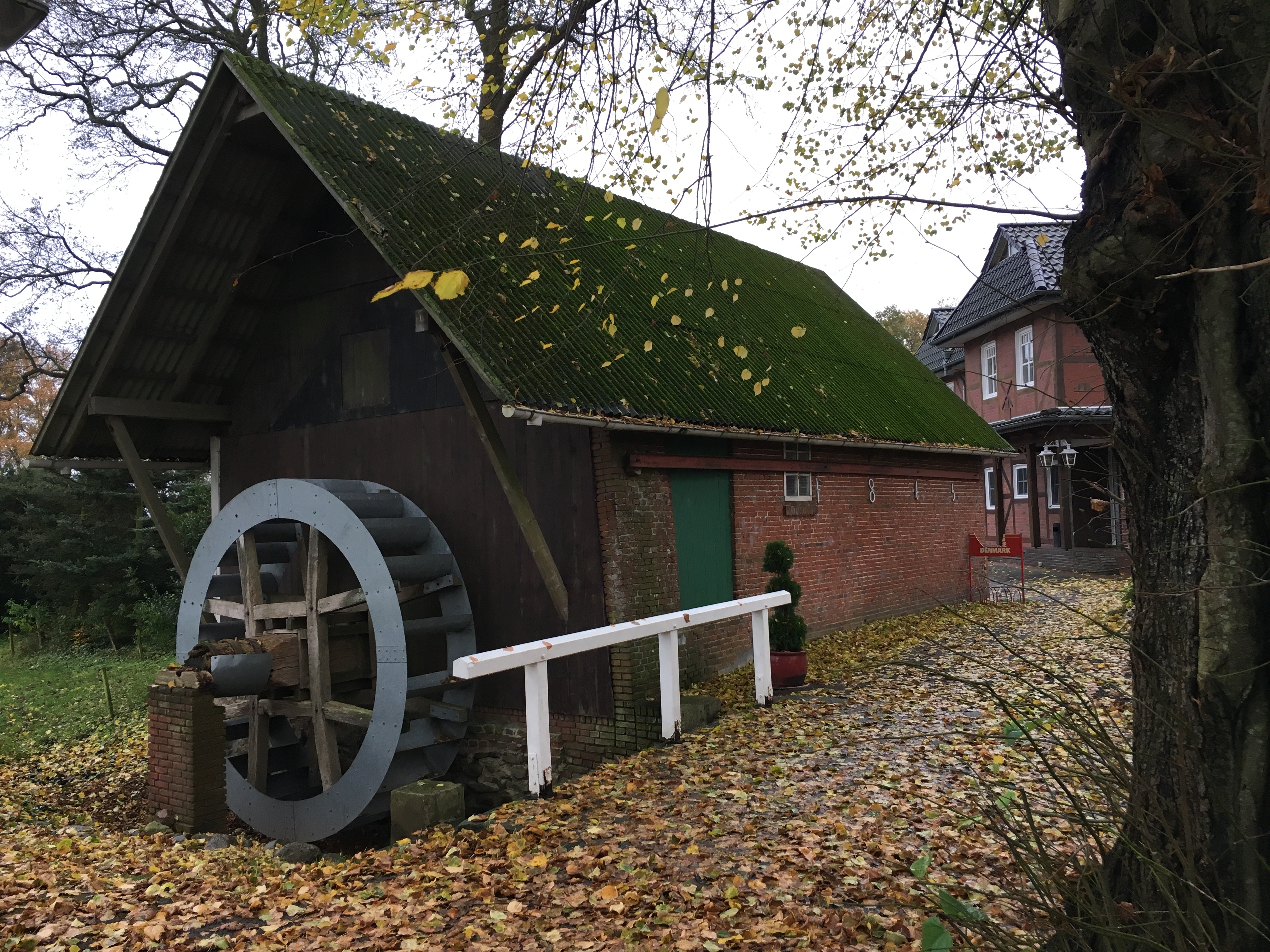
Hollener Mühle

- Kriegerdenkmal für die Gefallenen/Vermissten im Ersten und Zweiten Weltkrieg auf dem Friedhof[3][4]

### Vereine
- Freiwillige Feuerwehr
- Sportverein TSV Hollen

## Wirtschaft und Infrastruktur
Verkehr
Durch Hollen verläuft die Kreisstraße 32, die im Norden über Nindorf nach Lamstedt zur Bundesstraße 495 (Bremervörde–Wischhafen) und im Süden nach Abbenseth läuft. Kleinere Straßen führen zudem nach Ostendorf, Armstorf und zum Nindorfer Moor.